# Temporada 1952-1953 del FC Barcelona
Les dades més destacades de la temporada 1952-1953 del Futbol Club Barcelona són les següents:

## 1953

### Juliol
- 28 juliol - Nova desfeta a la Petita Copa del Món de Caracas. El Barça cau davant l'AS Roma (4-2) que remunta un 0-2 a la segona part. El desinterès del jugadors barcelonistes cansats d'una temporada tan llarga es fa cada cop més palès. Aloy i Basora fan els gols blaugrana.
- 26 juliol - L'equip brasiler del Corinthians torna a vèncer el Barça (1-0) a la Petita Copa del Món de Caracas. El partit és molt dur i accidentat amb una tangana en la qual intervenen Kubala i César, i que acaba amb invasió del terreny de joc per part dels suplents d'ambós equips.
- 25 juliol - El president Enric Martí Carreto declara des de Caracas que el Barça renuncia al fitxatge de Di Stéfano ateses les altes pretensions econòmiques del Millonarios
- 23 juliol - Victória del Barça sobre l'AS Roma (1-0) amb gol de Moreno en partit de la Petita Copa del Món disputada a Caracas --- La premsa anuncia la sorprenent notícia que el Real Madrid ha pagat 89.000 pesos colombians al Millonarios de Bogotà pel fitxatge de Di Stéfano
- 18 juliol - Nova derrota del Barça en el segon partit de la Petita Copa del Món a Caracas. El Corinthians de Sao Paulo s'imposa als blaugrana (3-2). Moreno i Kubala són els golejadors.
- 20 juliol - El president Martí Carreto i el secretari Llensa es reuneixen a l'hotel El Pinar de Caracas amb l'advocat Trias Fargas i l'exjugador Castillo per comunicar-los que desestimen la proposta de Millonarios de jugar un partit a Bogotà aprofitant la gira de l'equip per abaratir el preu del fitxatge de Di Stéfano.
- 16 juliol - El Barça debuta a la Petita Copa del Món amb derrota enfront de la selecció de Caracas (3-2). Kubala fa els dos gols barcelonistes. Les graderies són plenes de catalans i republicans exiliats que despleguen una senyera. L'ambaixador espanyol Manuel Valdés Larrañaga impedeix que l'equip blaugrana surti al terreny de joc fins que no es retiri la bandera catalana. La interpretació de l'himne espanyol és rebuda amb xiulets.
- 14 juliol - Els jugadors blaugranes de la selecció espanyola Kubala, Moreno, Basora, Ramallets, Bosch, Segarra i Biosca volen des de Santiago de Xile fins a Caracas per incorporar-se a l'equip del Barça que jugarà la Petita Copa del Món.
- 9 juliol - L'advocat Trias Fargas des de Bogotà comunica al president Martí Carreto que el Millonarios demana 40.000 dòlars per tancar el traspàs de Di Stéfano
- 8 juliol - L'expedició del Barça arriba a Caracas per participar en la Petita Copa del Món que disputen també Corinthians de Sao Paulo, AS Roma i una selecció de Caracas pel sistema de lligueta a doble volta. Deu mil aficionats reben als blaugrana a l'aeròdrom de Maiquetia.
- 6 juliol - L'advocat del Barça Ramon Trias Fargas arriba a Bogotà per negociar el traspàs d'Alfredo Di Stéfano amb el president del Millonarios Alfonso Senior.

### Maig
- 11 maig - L'advocat Ramon Trias Fargas rep l'encàrrec de la directiva del Barça de gestionar les negociacions amb el club Millonarios de Bogotà per aconseguir el traspàs del seu futbolista Alfredo Di Stéfano

### Abril
- 15 abril - La directiva del Barça rep una carta de la Federació Catalana de Futbol en la qual se li transmet un telegrama de la Federació Espanyola demanant que el Barça s'abstingui de qualsevol negociació amb el jugador argentí Alfredo Di Stéfano per haver estat denunciat pel seu club Millonarios de Bogotà en haver-se declarat en rebelia.

## Plantilla
Fonts:
|     |                            |      | Total | Total | Campionat de Lliga | Campionat de Lliga | Copa del Generalíssim | Copa del Generalíssim |
| P   | Jugador                    | País | PT    | Gols  | PT                 | Gols               | PT                    | Gols                  |
| --- | -------------------------- | ---- | ----- | ----- | ------------------ | ------------------ | --------------------- | --------------------- |
| POR | Antoni Ramallets           |      | 34    | -44   | 27                 | -41                | 7                     | -3                    |
| POR | Juan Zambudio Velasco      |      | 5     | -4    | 4                  | -2                 | 1                     | -2                    |
| POR | Pere Caldentey             |      | 1     |       | 1                  |                    |                       |                       |
| DEF | Josep Seguer               |      | 33    |       | 26                 |                    | 7                     |                       |
| DEF | Gustau Biosca              |      | 29    | 1     | 24                 | 1                  | 5                     |                       |
| DEF | Joan Segarra               |      | 28    |       | 21                 |                    | 7                     |                       |
| DEF | José María Martín          |      | 12    |       | 12                 |                    |                       |                       |
| DEF | Joaquim Brugué             |      | 8     |       | 6                  |                    | 2                     |                       |
| DEF | Francesc Calvet            |      | 0     |       |                    |                    |                       |                       |
| DEF | Josep Puig "Curta"         |      | 0     |       |                    |                    |                       |                       |
| MIG | Sígfrid Gràcia             |      | 6     | 1     | 5                  | 1                  | 1                     |                       |
| MIG | Andreu Bosch               |      | 35    | 6     | 29                 | 6                  | 6                     |                       |
| MIG | Isidre Flotats             |      | 31    | 3     | 24                 | 3                  | 7                     |                       |
| MIG | Jiri Hanke                 |      | 11    | 5     | 11                 | 5                  |                       |                       |
| MIG | Marià Gonzalvo             |      | 8     | 1     | 6                  |                    | 2                     | 1                     |
| MIG | Francisco Javier Maristany |      | 2     |       | 1                  |                    | 1                     |                       |
| DAV | Tomás Hernández "Moreno"   |      | 36    | 25    | 30                 | 22                 | 6                     | 3                     |
| DAV | Estanislau Basora          |      | 35    | 16    | 28                 | 11                 | 7                     | 5                     |
| DAV | César Rodríguez            |      | 32    | 18    | 27                 | 14                 | 5                     | 4                     |
| DAV | Eduard Manchón             |      | 32    | 12    | 26                 | 10                 | 6                     | 2                     |
| DAV | Laszlo Kubala              |      | 17    | 12    | 11                 | 7                  | 6                     | 5                     |
| DAV | Jordi Vila                 |      | 8     | 1     | 6                  | 1                  | 2                     |                       |
| DAV | Emilio Aldecoa             |      | 4     |       | 4                  |                    |                       |                       |
| DAV | Lluís Aloy                 |      | 3     |       | 3                  |                    |                       |                       |
| DAV | Jaime Escudero             |      | 0     |       |                    |                    |                       |                       |

## Classificació
| Competició            | Pos. | P  | PG | PE | PP | GF | GC | Campió       |
| --------------------- | ---- | -- | -- | -- | -- | -- | -- | ------------ |
| Campionat de Lliga    | 1r   | 30 | 19 | 4  | 7  | 82 | 43 | CF Barcelona |
| Copa del Generalíssim | C    | 7  | 4  | 1  | 2  | 20 | 6  | CF Barcelona |
| Copa Eva Duarte       | C    |    |    |    |    |    |    | CF Barcelona |

- Trofeu Martini & Rossi: Campió.
- Es va proclamar campió de la Copa Eva Duarte en haver guanyat Lliga i Copa la temporada anterior.

## Resultats
NOTA: En ésta Temporada, se volvió a jugar el Campeonato d'Equipos Reservas. La parte definitiva del Campeonato se jugó entre: Febrero y Junio de 1953, y sin los Equipos Reservas de: Espanyol y Barça. El Campeón fue el: Terrassa. De la parte primera, que se jugó entre: Noviembre de 1952 y Febrero de 1953, en que sí jugaron los equipos Reservas de: Espanyol y Barça, apenas hay reseñas y sí notas de partidos sueltos y sin clasificaciones generales. Se entiende pues, que el Campeonato bueno, se jugó en la parte definitiva, y sin la participación de los Equipos Reservas d'Espanyol y Barça.
| AMISTÓS                                                       |
| ------------------------------------------------------------- |
| 28-08-52 SANS-BARCELONA 3-1                                   |
| 30-08-52 GRANOLLERS - BARCELONA 2-3                           |
| 30-08-52 VILAFRANCA - BARCELONA 1-5                           |
| 31-08-52 SANT ANDREU-BARCELONA 3-3                            |
| 03-09-52 MALLORCA-BARCELONA 2-6                               |
| 07-09-52 TROFEU DE LA VENDIMIA JEREZ-BARCELONA 3-6            |
| 07-09-52 GIRONA - BARCELONA 1-1                               |
| 24-09-52 ESPANYOL-BARCELONA 2-1                               |
| 29-10-52 GIRONA-BARCELONA 2-6                                 |
| 16-11-52 Campeonato d'Equipos Reservas. SANT ANDREU - BARÇA   |
| 30-11-52 Campeonato d'Equipos Reservas. BARÇA - EUROPA        |
| 08-12-52 EUROPA - BARCELONA 3-1                               |
| 25-12-52 COPA MARTINI ROSSI BARCELONA - KICKERS OFFENBACH 5-2 |
| 28-12-52 BARCELONA - ODENSE BOLDKUBEN 7-2                     |
| 04-01-53 Campeonato d'Equipos Reservas. BARÇA - SANT ANDREU   |
| 06-01-53 SANTS - BARCELONA 2-5                                |
| 18-01-53 Campeonato d'Equipos Reservas. BARÇA - TERRASSA      |
| 26-01-53 Campeonato d'Equipos Reservas. BARÇA - SANTS         |
| 01-02-53 Campeonato d'Equipos Reservas. EUROPA - BARÇA        |
| 08-02-53 Campeonato d'Equipos Reservas. BARÇA - MANRESA       |
| 01-04-53 MANRESA - BARCELONA 3-4                              |
| 10-05-53 FIGUERES - BARCELONA 1-5                             |
| 14-05-53 LLEIDA - BARCELONA 2-4                               |
| 25-06-53 PERPIGNAN-BARCELONA 1-3                              |
| 28-06-53 MANRESA - BARCELONA 1-6                              |
| 29-06-53 BADALONA-BARCELONA 3-6                               |
| 16-07-53 PEQUENA COPA DEL MUNDO SEL. CARACAS-BARCELONA 3-2    |
| 18-07-53 PEQUENA COPA DEL MUNDO CORINTHIANS - BARCELONA 3-2   |
| 23-07-53 PEQUENA COPA DEL MUNDO BARCELONA - ROMA1-0           |
| 26-07-53 PEQUENA COPA DEL MUNDO CORINTHIANS- BARCELONA 1-0    |
| 28-07-53 PEQUENA COPA DEL MUNDO ROMA - BARCELONA 4-2          |
| 01-08-53 PEQUENA COPA DEL MUNDO SEL.CARACAS - BARCELONA 2-3   |
| 04-08-53 CURAÇAO- BARCELONA 1-1                               |

| Campionat de Lliga |

| 14 setembre 1952 | CF Barcelona                           | 4 - 3 | RC Deportivo de la Coruña             | Barcelona                                  |  |
| Jornada 1        | Moreno 2' 44' · Kubala 6' · Basora 64' |       | Corcuera 16' · Lechuga 27' · Moll 72' | Camp de les Corts · Rey Martínez (Aragó) · |  |

| 21 setembre 1952 | Real Oviedo CF         | 2 - 1 | CF Barcelona | Oviedo                                                |  |
| Jornada 2        | Falín 31' · Basabe 80' |       | Kubala 27'   | Estadio de Bellavista · Pérez Rodríguez (Andalusia) · |  |

| 28 setembre 1952 | CF Barcelona                                                   | 6 - 2 | CD Málaga     | Barcelona                          |  |
| Jornada 3        | Manchón 2' · Moreno 22' · César 40' 70' · Bosch 75' · Vila 84' |       | Bazán 35' 58' | Camp de les Corts · Arqué Martín · |  |

| 5 octubre 1952 | Club Atlético de Madrid  | 2 - 1 | CF Barcelona | Madrid                                                 |  |
| Jornada 4      | Callejo 10' · Miguel 37' |       | Basora 20'   | Estadio Metropolitano · García Fernández (Cantabria) · |  |

| 12 octubre 1952 | Real Gijón CD | 0 - 0 | CF Barcelona | Gijón                                    |  |
| Jornada 5       |               |       |              | Estadi El Molinón · Iturrioz Larrinaga · |  |

| 19 octubre 1952 | CF Barcelona                         | 3 - 1 | Real Santander SD | Barcelona                                        |  |
| Jornada 6       | Flotats 22' · Moreno 23' · César 39' |       | Mahjoub 8'        | Camp de les Corts · Zariquiegui Izco (Navarra) · |  |

| 26 octubre 1952 | Real Zaragoza CD | 1 - 5 | CF Barcelona                                 | Saragossa                                           |  |
| Jornada 7       | Sarosy 40'       |       | Aldecoa 17' · Basora 59' · César 62' 65' 83' | Estadio de Torrero · Bienzobas Ocariz (Guipúscoa) · |  |

| 2 novembre 1952 | CF Barcelona                         | 3 - 0 | Reial Societat | Barcelona                                    |  |
| Jornada 8       | Biosca 55' · Moreno 68' · Basora 70' |       |                | Camp de les Corts · Asensi Martín (Centre) · |  |

| 9 novembre 1952 | RC Celta de Vigo             | 3 - 3 | CF Barcelona                | Vigo                                           |  |
| Jornada 9       | Hermida 4' 40' · Atienza 53' |       | Basora 31' · Moreno 48' 82' | Estadi de Balaídos · Gómez Arribas (Biscaia) · |  |

| 16 novembre 1952 | CF Barcelona                       | 3 - 2 | Sevilla CF      | Barcelona                           |  |
| Jornada 10       | Bosch 11' · César 62' · Moreno 69' |       | Domènech 7' 83' | Camp de les Corts · Marrón Martín · |  |

| 23 novembre 1952 | Reial Madrid CF | 2 - 1 | CF Barcelona | Madrid                                       |  |
| Jornada 11       | Arsuaga 76' 80' |       | Manchón 67'  | Estadio de Chamartín · Blanco Pérez (Oest) · |  |

| 14 desembre 1952 | CF Barcelona           | 2 - 1 | RCD Espanyol | Barcelona                                 |  |
| Jornada 12       | Hanke 52' · Moreno 72' |       | Mauri 17'    | Camp de les Corts · Blanco Pérez (Oest) · |  |

| 21 desembre 1952 | València CF                          | 3 - 2 | CF Barcelona            | València                             |  |
| Jornada 13       | Pasieguito 4' 67' · Segarra (pp) 73' |       | Manchón 13' · Bosch 52' | Estadi de Mestalla · Marrón Martín · |  |

| 4 gener 1953 | CF Barcelona    | 2 - 1 | Real Valladolid CD | Barcelona                                         |  |
| Jornada 14   | Manchón 50' 68' |       | Tini 73'           | Camp de les Corts · Torrico Córdoba (Andalusia) · |  |

| 11 gener 1953 | Club Atlético de Bilbao                             | 4 - 3 | CF Barcelona               | Bilbao                                                  |  |
| Jornada 15    | Zarra 25' · Gaínza 31' · Venancio 59' · Artetxe 77' |       | Moreno 27' 85' · César 76' | Estadi de San Mamés · González Echeverria (Guipúscoa) · |  |

| 18 gener 1953 | RC Deportivo de la Coruña | 1 - 1 | CF Barcelona | La Corunya                                    |  |
| Jornada 16    | Seguer (p.p.) 27'         |       | Basora 44'   | Estadi Municipal de Riazor · Rivero Lecuona · |  |

| 25 gener 1953 | CF Barcelona                                    | 4 - 1 | Real Oviedo CF | Barcelona                                          |  |
| Jornada 17    | Hanke 39' · César 71' · Gràcia 87' · Basora 89' |       | Basabe 8'      | Camp de les Corts · García Fernández (Cantabria) · |  |

| 1 febrer 1953 | CD Málaga              | 2 - 1 | CF Barcelona | Màlaga                                     |  |
| Jornada 18    | Galacho 23' · Mora 44' |       | Hanke 34'    | Estadi La Rosaleda · Díaz Argote (Àlaba) · |  |

| 8 febrer 1953 | CF Barcelona                                   | 6 - 1 | Club Atlético de Madrid | Barcelona                          |  |
| Jornada 19    | César 3' · Moreno 20' 67' 77' 82' · Basora 46' |       | Miguel 89'              | Camp de les Corts · Arqué Martín · |  |

| 15 febrer 1953 | CF Barcelona                        | 3 - 1 | Real Gijón CD | Barcelona                                 |  |
| Jornada 20     | Hanke 5' · Manchón 19' · Basora 25' |       | Grau 22'      | Camp de les Corts · De la Fuente Alonso · |  |

| 22 febrer 1953 | Real Santander SD                   | 3 - 3 | CF Barcelona                         | Santander                                                    |  |
| Jornada 21     | León 7' · Felipe 51' · Alsúa II 85' |       | Flotats 62' · Basora 65' · César 77' | Campos de Sport del Sardinero · Gardezábal Garay (Biscaia) · |  |

| 1 març 1953 | CF Barcelona                                                             | 8 - 0 | Real Zaragoza CD | Barcelona                          |  |
| Jornada 22  | Moreno 3' 5' 81' · Manchón 21' 57' · Basora 36' · Kubala 68' · César 86' |       |                  | Camp de les Corts · Santos López · |  |

| 8 març 1953 | Reial Societat | 0 - 2 | CF Barcelona            | Sant Sebastià                                   |  |
| Jornada 23  |                |       | Kubala 42' · Moreno 77' | Estadi d'Atotxa · Pérez Rodríguez (Andalusia) · |  |

| 15 març 1953 | CF Barcelona                                           | 4 - 0 | RC Celta de Vigo | Barcelona                             |  |
| Jornada 24   | Flotats 9' · Amoedo (p.p.) 50' · Hanke 79' · Bosch 84' |       |                  | Camp de les Corts · Lacambra Canela · |  |

| 22 març 1953 | Sevilla CF                                       | 4 - 2 | CF Barcelona          | Sevilla                                                |  |
| Jornada 25   | Domènech 4' · Arza 24' · Araujo 50' · Mangui 69' |       | Bosch 84' · César 22' | Estadio de Nervión · González Echeverría (Guipúscoa) · |  |

| 5 abril 1953 | CF Barcelona | 1 - 0 | Reial Madrid CF | Barcelona                                        |  |
| Jornada 26   | Moreno 15'   |       |                 | Camp de les Corts · Gardezabal Garay (Biscaia) · |  |

| 12 abril 1953 | RCD Espanyol | 0 - 2 | CF Barcelona            | Barcelona                                         |  |
| Jornada 27    |              |       | Manchón 3' · Moreno 18' | Estadi de Sarrià · García Fernández (Cantabria) · |  |

| 19 abril 1953 | CF Barcelona             | 2 - 1 | València CF | Barcelona                            |  |
| Jornada 28    | Manchón 35' · Kubala 71' |       | Buqué 50'   | Camp de les Corts · Rivero Lecuona · |  |

| 26 abril 1953 | Real Valladolid CD | 0 - 1 | CF Barcelona | Valladolid                                               |  |
| Jornada 29    |                    |       | Kubala 40'   | Estadio Municipal de Zorrilla · Asensi Martín (Centre) · |  |

| 3 maig 1953 | CF Barcelona                       | 3 - 2 | Club Atlético de Bilbao   | Barcelona                                         |  |
| Jornada 30  | Moreno 7' · Kubala 53' · Bosch 66' |       | Venancio 31' · Gaínza 83' | Camp de les Corts · Pérez Rodríguez (Andalusia) · |  |

| Copa del Generalíssim |

| 17 maig 1953             | CF Barcelona                                           | 5 - 0 | València CF | Barcelona                              |  |
| Vuitens de final - anada | Kubala 44' 55' · Moreno 46' · Basora 53' · Manchón 88' |       |             | Camp de les Corts · Pérez Echeverria · |  |

| 24 maig 1953               | València CF | 1 - 1 | CF Barcelona | València                                                               |  |
| Vuitens de final - tornada | Fuertes 87' |       | César 60'    | Estadi de Mestalla · 45.000 espectadors · Zariquiegui Izco (Navarra) · |  |

| 31 maig 1953            | Real Santander SD | 1 - 0 | CF Barcelona | Santander                                                 |  |
| Quarts de final - anada | Macala 64'        |       |              | Campos de Sports del Sardinero · Asensi Martín (Centre) · |  |

| 4 juny 1953               | CF Barcelona               | 3 - 0 | Real Santander SD | Barcelona                                  |  |
| Quarts de final - tornada | César 38' 75' · Basora 88' |       |                   | Camp de les Corts · Fernández Echevarria · |  |

| 7 juny 1953        | CF Barcelona                                                    | 8 - 1 | Club Atlético de Madrid | Barcelona                          |  |
| Semifinals - anada | César 5' · Moreno 15' 26' · Basora 61' 62' 88' · Kubala 38' 75' |       | Miguel 17'              | Camp de les Corts · Arqué Martín · |  |

| 14 juny 1953         | Club Atlético de Madrid   | 2 - 1 | CF Barcelona     | Madrid                                                |  |
| Semifinals - tornada | Molina 90' · Escudero 90' |       | Gonzalvo III 66' | Estadio Metropolitano · Pérez Rodríguez (Andalusia) · |  |

| 21 juny 1953 | CF Barcelona             | 2 - 1 | Club Atlético de Bilbao | Madrid                                                                     |  |
| 18:00 Final  | Kubala 46' · Manchón 57' |       | Venancio 61'            | Estadio de Chamartín · 67.145 espectadors · García Fernández (Cantabria) · |  |